# 胡允敬
胡允敬（？—？），號止臣，贵州石阡籍，四川內江人，明朝末年政治人物，進士出身。

## 生平
胡允敬在天啟四年（1624年）中貴州鄉試舉人，崇禎十年（1637年）中丁丑科進士二甲二十八名，先在工部觀政，十一年（1638年）授南京戶部貴州司主事，十二年管理揚州鈔關，升員外郎，十三年（1640年）升任湖廣司郎中，後外任順德府知府，有廉能名聲，因公事被降為兩淮都轉鹽運使司運判。其後，他再陞任南京刑部主事，在任內去世。

## 家族
曾祖胡珠，祖胡邦仁，父胡仲恩，冠帶飲賓。有兄胡允恭。